# كييل نيلسون
كييل نيلسون هو ممثل سويدي، ولد في 19 ديسمبر 1949 بغوتنبرغ في السويد.

## أعمال

### أفلام
- (1981) ماد ماكس 2

## وصلات خارجية
- كييل نيلسون على موقع IMDb (الإنجليزية)
- كييل نيلسون على موقع أول موفي (الإنجليزية)
- كييل نيلسون على موقع قاعدة بيانات الفيلم (الإنجليزية)
- كييل نيلسون على موقع كينوبويسك (الروسية)